# Markus Ganahl
Markus Ganahl (Vaduz, 12 febbraio 1975) è un ex sciatore alpino liechtensteinese.

## Biografia
Specialista delle prove tecniche originario di Schaan, Ganahl debuttò in campo internazionale ai Mondiali juniores di Monte Campione/Colere 1993. Esordì in Coppa Europa l'8 dicembre 1996 a Serre Chevalier in slalom speciale, in Coppa del Mondo il 6 gennaio 1999 a Kranjska Gora nella medesima specialità e ai Campionati mondiali a Vail/Beaver Creek 1999 sempre in slalom speciale, in tutti e tre i casi senza completare la prova.
Ai Mondiali di Sankt Anton am Arlberg 2001 si classificò 20º nello slalom speciale e non completò lo slalom gigante; nello stesso anno ottenne il miglior piazzamento in Coppa del Mondo, il 17 febbraio a Shigakōgen in slalom speciale (12º), e l'unico podio in Coppa Europa, il 21 febbraio a Wildschönau nella medesima specialità (2º). Ai XIX Giochi olimpici invernali di Salt Lake City 2002, sua unica presenza olimpica, fu 27º nello slalom gigante e non completò lo slalom speciale.
Partecipò ancora ai Mondiali di Sankt Moritz 2003, dove si piazzò 30º nello slalom gigante e non completò lo slalom speciale, e si ritirò alla fine della stagione 2003-2004; la sua ultima gara di Coppa del Mondo fu lo slalom speciale di Kranjska Gora del 29 febbraio, che non completò, e l'ultima gara in carriera fu uno slalom gigante FIS disputato il 4 aprile ad Andermatt, chiuso da Ganahl all'8º posto.

## Palmarès

### Coppa del Mondo
- Miglior piazzamento in classifica generale: 78º nel 2002

### Coppa Europa
- Miglior piazzamento in classifica generale: 58º nel 2001
- 1 podio:
  - 1 secondo posto

### Campionati liechtensteinesi
- 4 medaglie:
  - 1 oro (slalom speciale nel 1999)
  - 1 argento (slalom gigante nel 1999)
  - 2 bronzi (slalom gigante nel 1995; slalom gigante nel 1998)

### Campionati svizzeri
- 3 medaglie[1]:
  - 2 argenti (slalom speciale nel 2000; slalom speciale nel 2002)
  - 1 bronzo (slalom speciale nel 2001)